# Grandahl
 Der er for få eller ingen kildehenvisninger i denne artikel, hvilket er et problem. Du kan hjælpe ved at angive troværdige kilder til de påstande, som fremføres i artiklen.

Grandahl er et familienavn, sandsynligvis af norsk oprindelse. Der går flere historier om navnets opståen i Danmark. Den mest sandsynlige går ud på, at en musikdirektør i Næstved tilbage i 1800-tallet giftede sig til navnet ved at ægte en norsk pige, hvorefter han tog hendes familienavn for at få et mere unikt efternavn. I Norge kan navnet spores længere tilbage end 1800-tallet.
En anden historie om navnets oprindelse lyder, at navnet er opstået da en række svenske udvandrere bosatte sig i Amerika, hvor "ø" ikke findes og efternavnet "Grandahl" er så senere returneret til Skandinavien med nogle af disses efterkommere.
Der findes større koncentrationer af Grandahl-familier i Danmark, Norge og USA.
| Slægtsnavne | Spire Denne artikel om et slægtsnavn er en spire som bør udbygges. Du er velkommen til at hjælpe Wikipedia ved at udvide den. |